# Dotyk (album)
Dotyk je druhé studiové album české zpěvačky Anety Langerové, které vyšlo v roce 2007 u vydavatelství Sony BMG.

## Seznam písní
1. Malá mořská víla (4:25) (1. singl)
2. Vysoké napětí (4:15) (3. singl)
3. Desetina (2:41)
4. Jiný sen (4:15)
5. Podzim (4:10) (2. singl)
6. Slib mi dej (4:32)
7. Možná (3:45)
8. Hledám, mířím, netuším... (3:50)
9. Poplach (3:30)
10. Němá (skrytá skladba) (7:14)

Podzim (akustická verze) je skrytá skladba, která následuje po písničce Němá.